# Verein Seglerhaus am Wannsee
Der Verein Seglerhaus am Wannsee (VSaW) ist ein Berliner Segelclub am Wannsee. Der traditionsreiche Club ist der zweitälteste Segelverein Deutschlands.

## Geschichte
Der Verein wurde am 6. Oktober 1867 von 14 Mitgliedern mit acht Booten unter Führung von Kapitän Markgraf als Gesellschaft der vereinigten Segler der Unterhavel gegründet. Er ist nach dem seinerzeit in Königsberg gegründeten Segelclub Rhe der zweitälteste deutsche Segelverein. Mit Gründung der Colonie Alsen im Südwesten vor den Toren Berlins, dem späteren Ort Wannsee, ankerten viele seiner Yachten in der großen Bucht des Wannsees. 1881 wurde ein 2600 m² großes Wassergrundstück in der Kolonie erworben und das erste Vereinshaus errichtet, das noch existiert und nach diversen Aus- und Umbauten heute unter Denkmalschutz steht und als Werft- und Jugendhaus genutzt wird. Mit dem Erwerb des Grundstücks löste sich die „Gesellschaft der vereinigten Segler der Unterhavel“ auf und eine neue Gesellschaft mit dem Namen Verein Seglerhaus am Wannsee – abgekürzt VSaW – wurde gegründet.

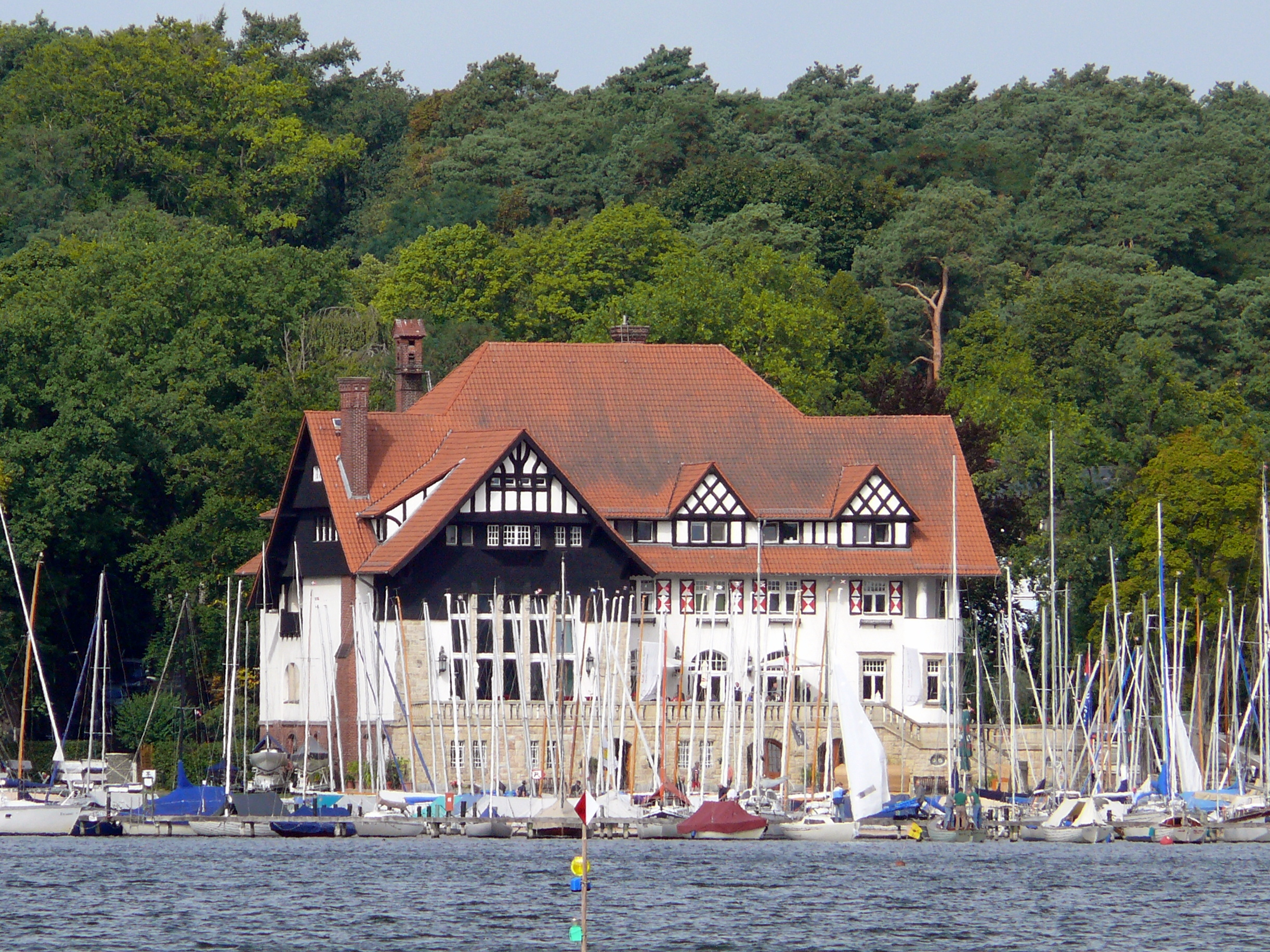
Vereinsheim

Als der Verein wuchs und Kronprinz Wilhelm auf der Havel und dem Wannsee mit seiner Sonderklassen-Yacht Angela segelte, wurde im Jahr 1910 das neue, größere Vereinsheim eröffnet, das ebenso wie Schloss Cecilienhof im ländlichen britischen Tudorstil erbaut worden war. Es ist nach wie vor Mittelpunkt eines abwechslungsreichen sportlichen, geselligen und kulturellen Vereinslebens. Dieses Haus, zusammen mit seinem heute rund 10.000 m² großen Wassergrundstück und den Sportanlagen, zählt zu den schönsten Clubhäusern Europas. Ein großer Versammlungs- und Festsaal im Stil des Speisesaals eines damaligen Luxusdampfers (unverändert seit der Errichtung), ein gemütlich-stilvoller Barraum, ein teilbarer Restaurantbereich mit schönstem Wannseeblick und eine große Terrasse prägen den Bau.

## Aktivitäten
Mit etwa 1000 Mitgliedern ist der VSaW einer der großen Vereine im Deutschen Segler-Verband. Die Jugendabteilung hat weit über 100 Segler in ihren Reihen.
Laut Satzung ist die Förderung des Wassersports, insbesondere des Rennsegelsports sowie die Ausbildung der jugendlichen Mitglieder zu Rennseglern, Zweck des Vereins. Für die Jugendlichen wird Training für Optimist-Anfänger, Optimist B, Optimist A, Laser Standard, Laser Radial, Laser 4.7 und 420er Jolle angeboten.

## Erfolge

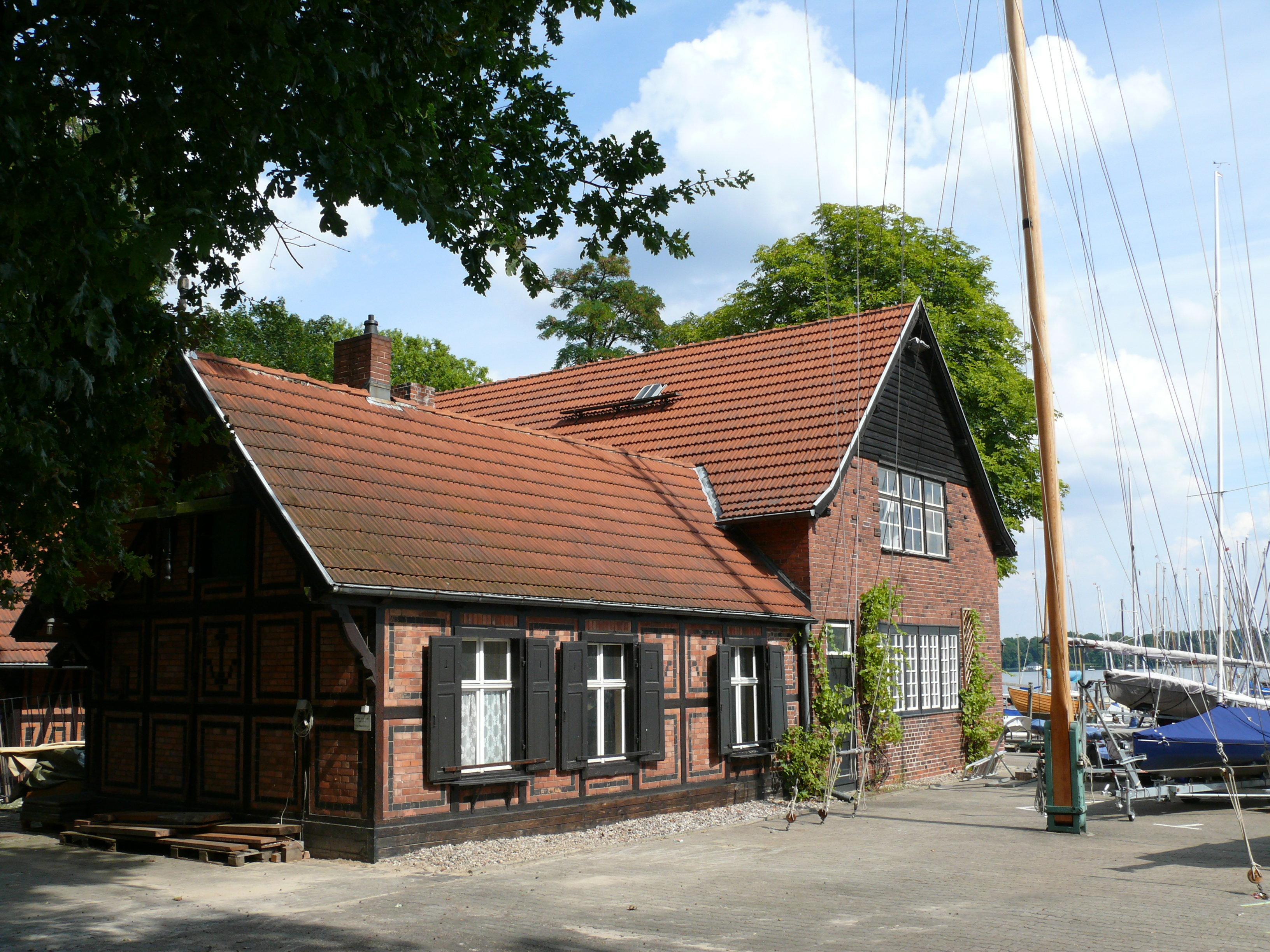
Altes Vereinshaus

Schon vor der Wende vom 19. zum 20. Jahrhundert ersegelten die Yachten des VSaW Siege in internationalen und nationalen Wettkämpfen. In der von Kaiser Wilhelm II. um 1900 mitinitiierten Sonderklasse gewann Otto Protzen sechsmal die Kieler Woche und 1907 mit der von Max Oertz entworfenen Yacht Wannsee VII den Kaiser Wilhelm-Pokal im deutsch-amerikanischen Länder-Rückkampf in Kiel. Der kaiserliche Pokal ist wie viele weitere bedeutende Preise im Vereinsheim des VSaW ausgestellt.
Bei den olympischen Segelwettbewerben 1936 auf der Kieler Förde gewann die Mannschaft Peter Bischoff/Joachim Weise im Starboot die erste olympische Goldmedaille im Segeln überhaupt für Deutschland. Nach 1936 bis heute haben VSaW Segler an allen olympischen Segelwettbewerben teilgenommen. Bei den olympischen Segelwettbewerben 1964 wurde von Willi Kuhweide die zweite olympische Goldmedaille, dieses Mal in der Finn-Dinghy-Bootsklasse, errungen. Sein hölzernes Finn Darling wird heute im Deutschen Schifffahrtsmuseum ausgestellt. Zudem haben Mitglieder des VSaW zahlreiche Siege bei Welt- und Europameisterschaften sowie nationalen und internationalen Regatten errungen. Auf den Gewässern von Wannsee und Unterhavel werden jedes Jahr mehr als zehn größere Regatten veranstaltet, darunter mindestens eine internationale deutsche Meisterschaft mit Beteiligung der weltbesten Segler. Das Fahrtensegeln kommt nicht zu kurz: Etliche Vereinsmitglieder haben ihre Yachten in Häfen der Ostsee und des Mittelmeeres liegen, und vom heimatlichen Wannsee aus starten in jeder Saison zahlreiche Mannschaften zu Seetörns.
Der VSaW gehört seit langem zu den vier deutschen Yachtclubs, die an der Organisation der Kieler Woche beteiligt sind. Entsprechend seiner Größe und Geschichte sind Mitglieder des VSaW in nationalen und internationalen Organisationen mit der Gestaltung des Segelsports befasst. So stellte er dem Deutschen Segler-Verband mehrfach Vorsitzende wie Wilhelm Rakenius (1928–1932), Kurt Pochhammer (1973–1985) oder Rolf Bähr (2005–2013).

## Bekannte Mitglieder
- Max Abel (1851–1912), Bankier

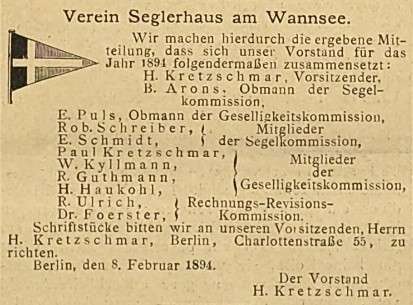
Vorstand für das Jahr 1894

- Barthold Arons (1852–1934), Bankier[2]
- Oscar Begas (1828–1883), Maler
- Hans Bohrdt (1857–1945), Maler
- Georg Büxenstein (1857–1924), Verleger und Druckereibesitzer, Mitbegründer des Berliner Rudervereins
- Wilhelm Conrad (1822–1899), Bankier
- Hermann Ende (1829–1907), Architekt
- Robert Guthmann (1839–1924), Kalksandstein-Fabrikant und Bauunternehmer[3]
- Heinrich Haukohl (1841–1906), Großkaufmann und Handelsrichter
- Hans Adolf Hertz (1848–1895), Buchhändler und Verleger
- Robert Freiherr von der Heydt (1837–1877), Bankier
- Oscar Huldschinsky (1846–1931), Großindustrieller und Kunstsammler
- Max Friedrich Koch (1859–1930), Maler
- Rudolph von Koch (1847–1923), Bankier
- Walter Kyllmann (1837–1913), Architekt
- Otto Meyer (1851–1929), Fabrikant
- Julius Model (1838–1920), Bankier
- Joseph Neuss jun. (1843–1912), Inhaber der Wagenfabrik Jos. Neuss
- Franz Oppenheim (1852–1929), Chemiker, Fabrikdirektor und Kunstsammler
- Johannes Otzen (1839–1911), Architekt, Stadtplaner und Hochschullehrer
- Paul Parey (1842–1900), Verleger und Buchhändler
- Ludwig Polborn (1850–1907), Fabrikant
- Eduard Puls (1840–1909), Kunstschmied
- Louis Auguste Ravené (1866–1944), Kaufmann
- Alfred Schulz (1854–1902), Architekt – siehe Schulz & Schlichting
- Adolph Schwabacher (1843–1912), Bankier und Direktor der Berliner Börse
- Hermann Wallich (1879–1887), Bankier
- Anton von Werner (1843–1915), Maler
- Wilhelm Wessel (1830–1898), Lampenfabrikant
- Emil Wild (1826–1896), Lampenfabrikant